# 穆涅略斯自然保护区
穆涅略斯自然保护区（西班牙语：Reserva natural integral de Muniellos）是位於西班牙阿斯图里亚斯的一個自然保护区。穆涅略斯自然保护区面积5,488 ha（13,560 acre） 。該保護區境內有不少夏櫟。  人們無法在該保護區內砍伐樹木以及打獵。此外進入保護區的人數也受到嚴格控制。